# هبة رجل الغراب (مسلسل)
هبه رجل الغراب هو مسلسل يعد من أبرز المسلسلات المصرية بدأ عرضه أولا وبشكل حصري على قناة مشفرة (OSN ياهلا) ثم عرض على القنوات المفتوحة حصريا على CBC و CBC Drama. المسلسل هو النسخة العربية من المسلسل الكولومبى Yo soy Betty, la fea («أنا بيتى، أقبح واحدة»).
المسلسل من تأليف شريف بدر الدين وإخراج تامر بسيوني، ياسر زايد، رامي رزق الله، ماري بدير (في أول موسمين) ورامي رزق الله (في الموسم الثالث والرابع والخامس والسادس)

## قصة المسلسل
تدور في إطار درامي كوميدي حيث تدور أحداث المسلسل حول فتاة عادية تدعى «هبة عبد العزيز النجار» تم قبولها للعمل بأحد شركات الأزياء الكبيرة بعد رفض العديد من الشركات الأخرى على توظيفها لانها ليست جميلة، وتتعرض من خلال وظيفتها للتعامل مع مستويات اجتماعية مختلفة أعلى طبقة منها؛ مما يؤثر ذلك على حياتها، خاصة إحساسها الدائم بأنها قبيحة.. تتصاعد الأحداث في إطار درامي عندما تضطرها تلك المهنة للدخول في مواقف غريبة، ومفارقات عديدة.

## الشخصيات
| - هبة عبد العزيز النجار: إيمي سمير غانم (الموسمين الأول والثاني) - ناهد السباعي (الموسمين الثالث والرابع) - أدهم: حازم سمير (الموسمين الأول والثاني) - أحمد فريد (الموسم الثالث والرابع) - فريدة النشار: ريهام حجاج (الموسمين الأول والثاني) - مي فخري (الموسمين الثالث والرابع) - مازن: تامر يسري - هادي سرحان: محمد سليمان - بريهان مأمون: ريم مصطفى (الموسمين الأول والثاني) - هبة عبد العزيز (الموسمين الثالث والرابع) - معتز النشار: ماهر ماهر (الموسمين الأول والثاني) - محمد لطفى شاهين (الموسمين الثالث والرابع) - عبد العزيز النجار (والد هبة): سعيد الصالح - فوقية (والدة هبة): عزة لبيب - تيمور: محمد سلام (الموسمين الأول والثاني) - محمد طلعت (الموسمين الثالث والرابع) - رماح: حمادة بركات - علية: حنان سليمان - شيرين: نورهان - رجاء: نرمين زعزع - داليا: سامية عاطف - رباب: ندا موسى (الموسمين الأول والثاني) - أميرة حافظ (الموسم الثالث والرابع والخامس والسادس) - مريم: وسام صلاح - مجدي: شريف عواد - إلهامي:أشرف طلبة - هايدي: رجوى حامد | - منصور (والد أدهم): أحمد دياب - هالة (والدة أدهم): مديحة البكري (الموسمين الأول والثاني) - ليلى عز العرب (الموسمين الثالث والرابع) - لينا الكردي: إنجي المقدم (الموسمين الأول والثاني) - هيدي كرم (الموسمين الثالث والرابع) - محروس: حمدي عباس - نظلي: نشوى عمار - وجيه: منصور أمين - عيد أبو الحمد - سامر المنياوي - إحسان الترك - حمدى ندا - محمد خليل - نادية خليفة - أحمد أبو تريكة - إسلام صبري: مساعد مجدي - تامر القاضي: المهندس أسامة - مايا - سلمى مسعود - أحمد الفيشاوي - شاهنده فريد - محمد سمير يوسف - عمرو رامز |